# United States Air Force Thunderbirds

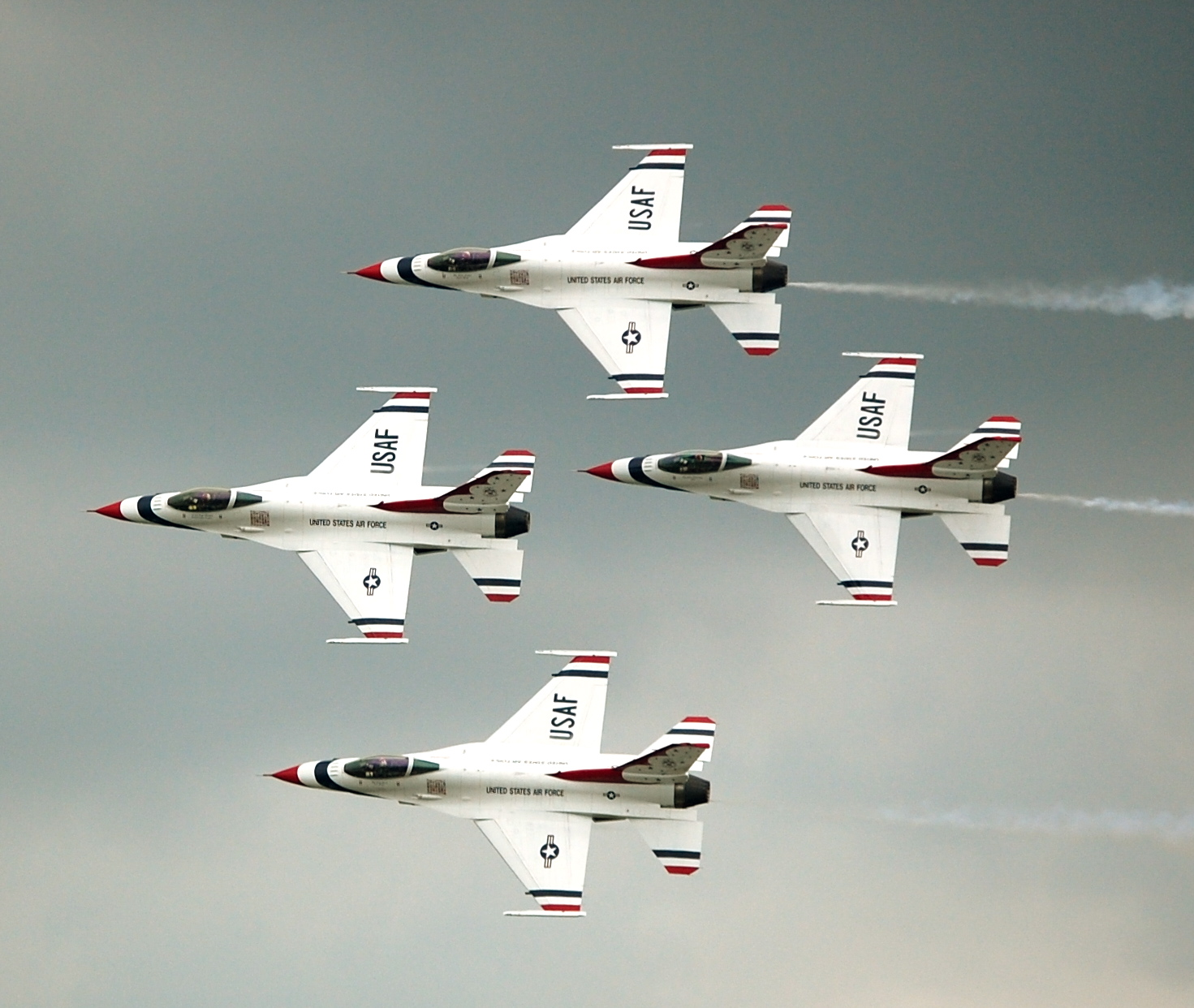

La United States Air Force Thunderbirds è un team dimostrativo della aeronautica militare degli Stati Uniti d'America con sede nella Nellis Air Force Base di Las Vegas (Nevada).
I Thunderbirds volano su F-16 con una speciale livrea personalizzata: il colore principale è il bianco, con coda bianca con una piccola parte rossa e stelle blu su di essa. Fa parte dell'U.S.A.F (United States Air Force).

Ha sede nella Nellis Air Force Base di Las Vegas (Nevada).
Nasce come team il 25 maggio 1953.
Il primo aereo utilizzato fu l'F-84G Thunderjet, passò poi all'F-100C all'F-4 Phantom e all'T-38 Talon fino ad arrivare all'odierno F-16.